# Bhavabhuti
Bhavabhuti fue un estudioso indio del siglo VIII, conocido por sus obras de teatro y poesía escritas en sánscrito. Sus obras se consideran equivalentes a las obras de Kalidasa. Bhavabhuti nació en una subcasta brahmán (deshastha bráhmana) en el seno de la familia Padmapura, en Vidarbha, en el distrito Gondia, sobre la frontera de Majarastra (India central).
Su verdadero nombre era Srikantha Nilakantha, y era hijo de Nilakantha y Jatukarni. Recibió su educación en Padma Pawaya, a 42 kilómetros al suroeste de Gwalior. Se cree que su gurú fue Parama-Hamsa Dhiana-Nidhi. Compuso su histórico teatro en Kalpi, una localidad a orillas río Iamuna.
Se cree además que fue el poeta de la corte del rey Yasho Varman de Kanauj. El historiador Kalhana, en el siglo XII lo muestra en el entorno del rey, que fue asesinado por Lalitaditya, rey de Kashmir en 736.

## Malatimadhava
La obra se desarrolla en la ciudad de Padmavati. El rey desea que la hija de su ministro Malati despose a un joven llamado Nandana. Ella está enamorada de Madhava desde que lo vio y dibujó su retrato. Madhava siente lo mismo, y dibuja a su vez un retrato de ella. Una cuestión lateral se suscita entre los amigos de la pareja, Makaranda y Madayantika. Este último es atacado por un tigre, y rescata a Makaranda, recibiendo heridas en el proceso. Después de numerosos obstáculos, todo termina bien, con la unión de las dos parejas.

## Legado
El último guruyí Laxmanrao Mankar llamó a su sociedad educativa Bhavabhuti Education Society en 1950. Yashodabai Rahile fundó la Bhavabhuti Mandal en 1996.
O. C. Patel publicó el libro Bhavbhuti ab geeton mein, al igual que varios cedés y casetes para mantener viva la memoria de las leyendas. Los canales locales de India, Sayhyadri y E TV Marathi, difundieron algunos documentales sobre la vida del poeta. En la región natal de Bhavabhuti existen varias estatuas en su memoria.